# Lo mejor de mí (canción)
«Lo mejor de mí» es una canción escrita y producida por el músico cubano-estadounidense Rudy Pérez y grabada por primera vez por el cantante español Juan Ramón para su segundo álbum de estudio Por haberte amado tanto (1990). En la canción, el protagonista le dice a su amante cómo dio lo mejor de sí a pesar de no cumplir con las expectativas de su amante. 
En 1997, el cantautor mexicano Cristian Castro versionó la canción para su quinto álbum de estudio Lo mejor de mí, que Pérez también produjo y arregló. La versión de Castro alcanzó el número uno en las listas Billboard Hot Latin Tracks y Billboard Latin Pop Airplay en los Estados Unidos de Norteamérica. La canción recibió un Billboard Latin Music Awards y una nominación a Premio Lo Nuestro por canción pop del año. Pérez obtuvo el premio de la American Society of Composers, Authors and Publishers en el campo pop/balada. Luis Miguel en su momento estuvo a punto de versionarla pero luego lo descartó.

## Listas

### Listas semanales
| Lista (1997)                     | Máxima posición |
| -------------------------------- | --------------- |
| U.S. Billboard Hot Latin Tracks  | 1               |
| U.S. Billboard Latin Pop Airplay | 1               |

### Listas anuales
| Lista (1997)                     | Posición |
| -------------------------------- | -------- |
| U.S. Billboard Hot Latin Tracks  | 17       |
| U.S. Billboard Latin Pop Airplay | 7        |

| Lista (1998)                     | Posición |
| -------------------------------- | -------- |
| U.S. Billboard Hot Latin Tracks  | 16       |
| U.S. Billboard Latin Pop Airplay | 2        |

### Sucesión en las listas
| Predecesor: Si tú supieras de Alejandro Fernández | U.S. Billboard Hot Latin Tracks — Sencillo N°. 1 22 de noviembre de 1997 - 28 de noviembre de 1997 | Sucesor: Y hubo alguien de Marc Anthony |

| Predecesor: Por debajo de la mesa de Luis Miguel  | U.S. Billboard Latin Pop Airplay — Sencillo N°. 1 (Primera vuelta) 4 de octubre de 1997 - 17 de octubre de 1997     | Sucesor: Si tú supieras de Alejandro Fernández |
| Predecesor: Si tú supieras de Alejandro Fernández | U.S. Billboard Latin Pop Airplay — Sencillo N°. 1 (Segunda vuelta) 1 de noviembre de 1997 - 7 de noviembre de 1997  | Sucesor: El reloj de Luis Miguel               |
| Predecesor: El reloj de Luis Miguel               | U.S. Billboard Latin Pop Airplay — Sencillo N°. 1 (Tercera vuelta) 15 de noviembre de 1997 - 5 de diciembre de 1997 | Sucesor: Es así de Ricardo Montaner            |